# Вдова горца
«Вдова горца» (англ. The Highland Widow) — новелла британского писателя Вальтера Скотта, впервые опубликованная в 1827 году в составе сборника «Кэнонгейтские хроники».

## Сюжет и история текста
Действие новеллы происходит в Шотландии в XVIII веке. Знатная женщина по имени Бетьюн Бэллиол вспоминает о своей поездке в горы, во время которой она узнала историю Элспет Мак-Тевиш, вдовы горца Мак-Тевиша Мхора. Своей материнской любовью Элспет довела до ранней гибели единственного сына и осталась доживать жизнь в одиночестве в жалкой хижине.
«Вдова горца» была впервые опубликована в 1827 году в составе сборника «Кэнонгейтские хроники», куда вошли также новеллы «Два гуртовщика» и «Дочь врача». Это было первое издание прозаических произведений Вальтера Скотта, подписанное его именем. При этом Скотт в предисловии приписывает авторство некой миссис Бетьюн Бэлиол, которая перед смертью якобы передала рукописи своему другу, Кристэлу Крофтэнгри.
Критики положительно отзывались о всех трёх новеллах. При этом «Вдова горца» оценивалась выше двух других как простое, но трогательное повествование. Биограф Скотта Х. Пирсон считает «Вдову горца», как и остальные части «Кэнонгейтских хроник», интересными в первую очередь с биографической точки зрения: они показывают, что после разорения Скотта стали интересовать не характеры, а «психологические состояния» героев. Во «Вдове горца», по его мнению, повествование слишком затянуто.